# Robert B. Wilson
Robert Butler Wilson (* 16. Mai 1937 in Geneva, Nebraska) ist ein US-amerikanischer Wirtschaftswissenschaftler. Wilson hat weltweite Standards für die Versteigerung von Telekommunikationsfrequenzen gesetzt und maßgeblich die Theorie von Auktionen und deren Anwendung geprägt. 2020 erhielt er für seine Arbeiten auf diesem Gebiet zusammen mit Paul Milgrom den Alfred-Nobel-Gedächtnispreis für Wirtschaftswissenschaften.

## Leben und Wirken
Robert Wilson studierte Mathematik an der Harvard University und schloss dieses Studium 1959 mit dem Bachelor ab. 1961 erwarb er ebendort den Master of Business Administration und 1963 den Doctor of Business Administration. Anschließend war er bis 1964 Assistenzprofessor an der University of California, Berkeley. Dann wechselte er an die Stanford University, wo er Assistenzprofessor, Associated Professor (bis 1971), Professor (1971–76) und Atholl McBean Professor war (1976–2000). Seit 2000 ist er dort Adams Distinguished Professor für Unternehmensführung und seit 2004 emeritiert.
Mit Methoden der Spieltheorie untersuchte Wilson Handelsprozesse wie Feilschen und Auktionen. Mit David Kreps führte er 1982 das Konzept des sequentiellen Gleichgewichts ein. Wilson beschäftigte sich außerdem mit der Preispolitik, mit der Sozialwahltheorie, mit der Mechanismus-Design-Theorie und mit Strombörsen.
Wilson begleitete als Doktorvater drei Personen, die später den Alfred-Nobel-Gedächtnispreis für Wirtschaftswissenschaften erhielten: Alvin E. Roth (2012), Bengt Holmström (2016) und Paul Milgrom (2020).

## Werke
- A Simplicial Algorithm for Concave Programming. Dissertation, Harvard Business School, Boston 1963
- Nonlinear pricing. Oxford University Press, New York [u. a.] 1993, ISBN 0-19-511582-1

Artikel (Auswahl):
- The Theory of Syndicates. In: Econometrica. Band 36, Nr. 1, 1968, S. 119–132
- Computing Equilibria of N-Person Games. In: SIAM Journal on Applied Mathematics. Band 21, Nr. 1, 1971, S. 80–87
- On the theory of aggregation. In: Journal of Economic Theory. Band 10, Nr. 1, 1975, S. 89–99
- A Bidding Model of Perfect Competition. In: The Review of Economic Studies. Band 44, Nr. 3, 1977, S. 511–518
- The Bilinear Complementarity Problem and Competitive Equilibria of Piecewise Linear Economic Models. In: Econometrica. Band 46, Nr. 1, 1978, S. 87–103
- Competitive Exchange. In: Econometrica. Band 46, Nr. 3, 1978, S. 577–585
- Information, Efficiency, and the Core of an Economy. In: Econometrica. Band 46, Nr. 4, 1978, S. 807–816
- mit David M. Kreps: Sequential Equilibria. In: Econometrica. Band 50, Nr. 4, 1982, S. 863–894
- mit David M. Kreps: Reputation and imperfect information. In: Journal of Economic Theory. Band 27, Nr. 2, 1982, S. 253–279
- mit Shmuel S. Oren und Stephen S. Smith: Capacity Pricing. In: Econometrica. Band 53, Nr. 3, 1985, S. 545–566

## Auszeichnungen
- 1986 Ehrendoktor der Wirtschaftswissenschaften (Norwegische Handelshochschule)
- 1995 Leo Melamed Prize (University of Chicago)
- 1995 Ehrendoktor der Rechtswissenschaften (University of Chicago)
- 2015 BBVA Foundation Frontiers of Knowledge Award
- 2018 John J. Carty Award
- 2020 Nobelpreis für Wirtschaftswissenschaften

## Mitgliedschaften
- 1976 Econometric Society (1999 deren Präsident)
- 1981 American Academy of Arts and Sciences
- 1994 National Academy of Sciences
- American Economic Association